# Biserica reformată din Luncani
Biserica Reformată (în maghiară Református templom) din localitatea Luncani, județul Cluj (cu rămășițe din 1290 și din secolul XV), aflată în imediata apropiere a castelului Kemény-Banffy și este una din cele mai vechi biserici din Transilvania. 

## Istoric
A fost construită în a doua jumătate a secolului XIII, în stil romanic târziu, din piatră adusă de la edificiile antice romane din Turda. La 1290 construcția era deja terminată, biserica, pe atunci catolică, purtând hramul Sf. Elisabeta. Deasupra sacristiei (decorată cu frunze și rozete) se află inscripția din 1290:
„ISTAM CAMERAM (A)EDIFICAVIT STEPHA(NU)S SACERDOS ANNO D(OMIN)I MCCXC”
Biserica este amintită în mai multe documente, la 1339, 1352 și 1465. După 1629 a fost patronată de ramura reformată a familiei Kemény, an din care biserica devine reformată. În decursul timpului, biserica a fost deseori renovată. La 1704 a fost instalat un nou clopot, iar la 1724 au avut loc lucrări mai ample, atestate într-o inscripție. În anul 1842 a fost cumpărată orga, alte renovari succedând în anii 1911, 1949, 1981-1982 (când a avut loc refacerea tencuielii exterioare) și 1989-1990 (când s-a făcut degajarea și conservarea frescelor de pe pereții interiori). 
Biserica Reformată-Calvină din Luncani, județul Cluj, este înscrisă pe Lista monumentelor istorice din județul Cluj, elaborată de Ministerul Culturii din România în anul 2015 cu cod LMI CJ-II-m-B-07696.

## Preoți

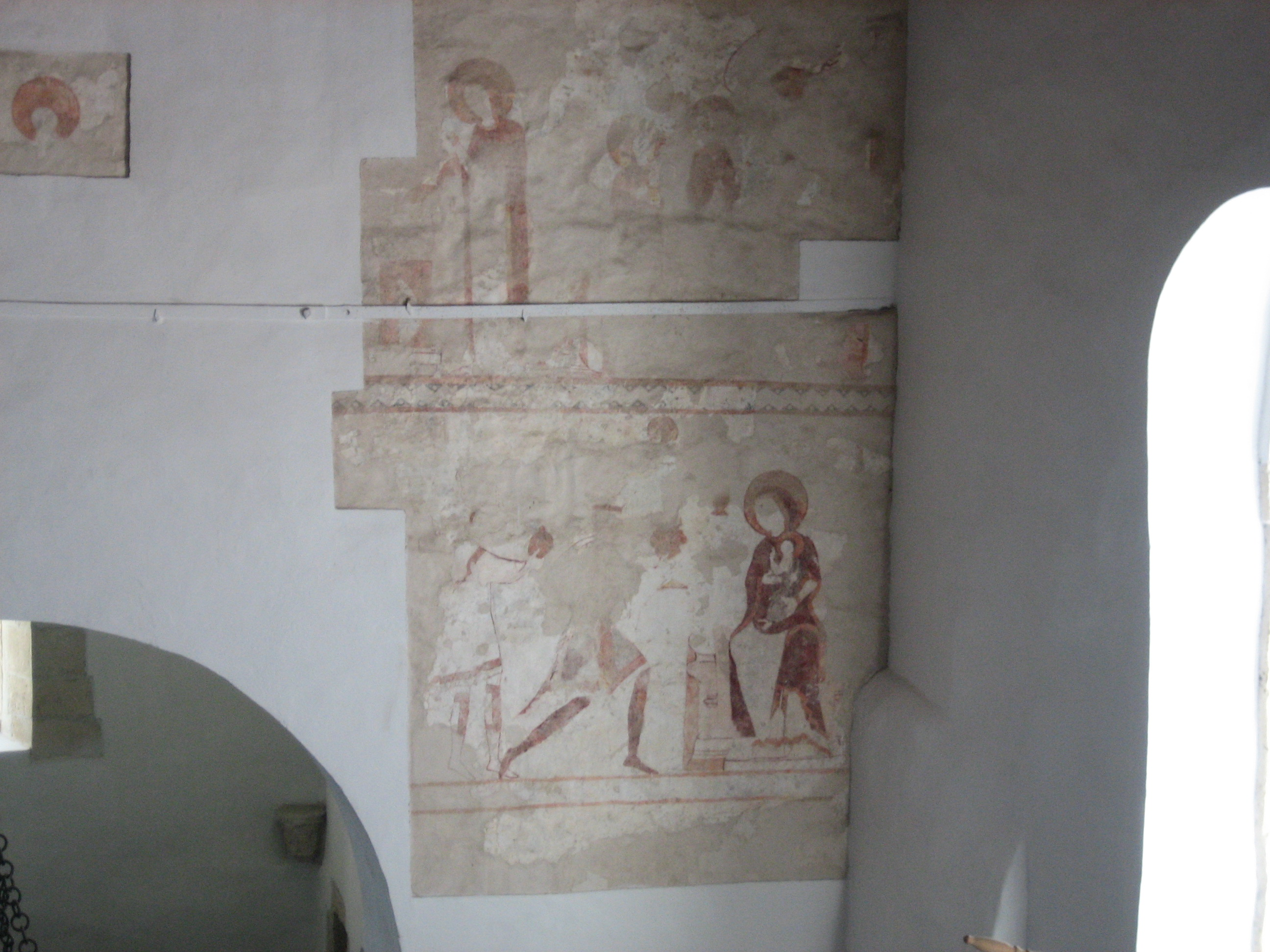
Frescele din Evul Mediu

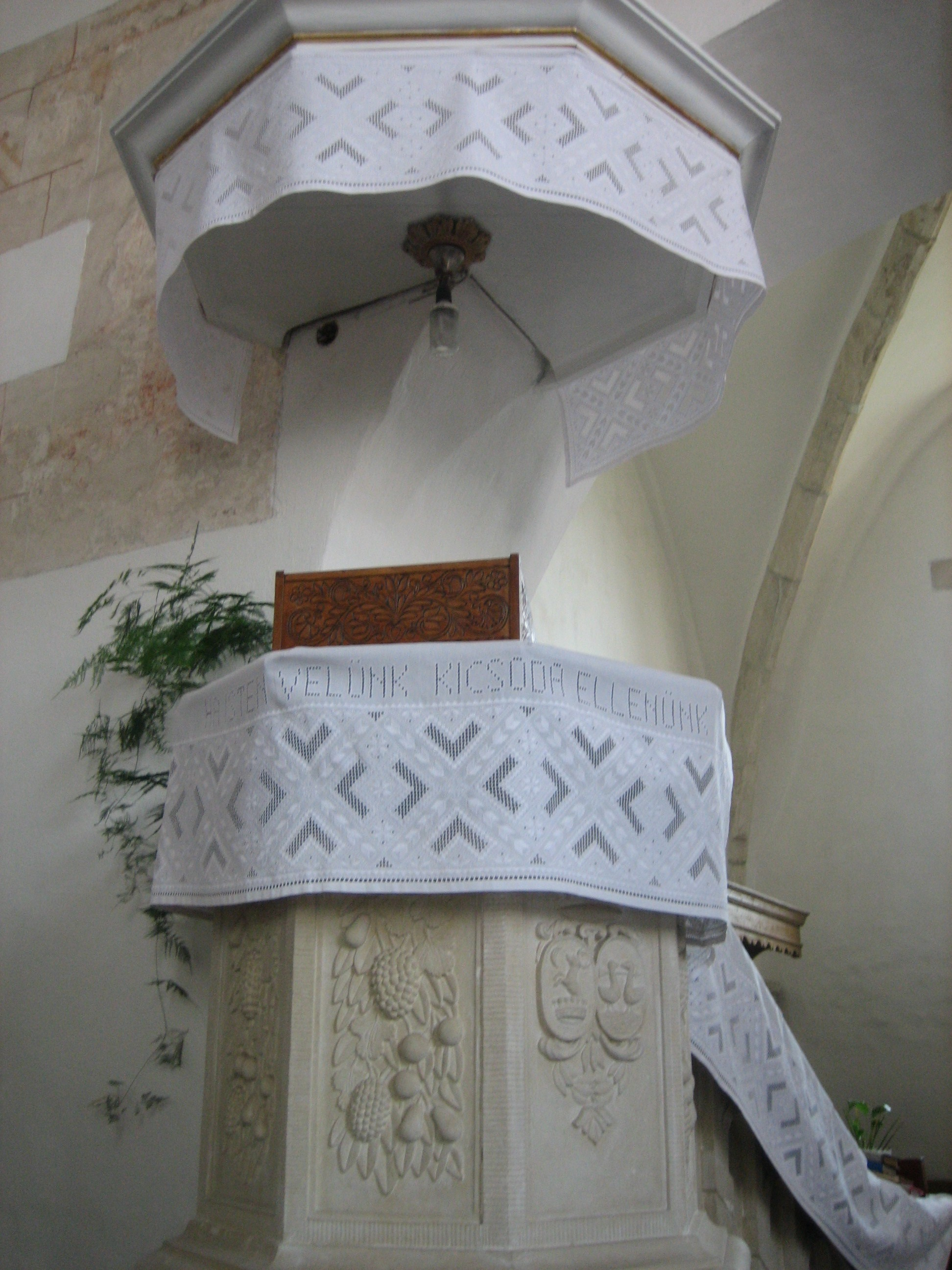
Amvonul bisericii

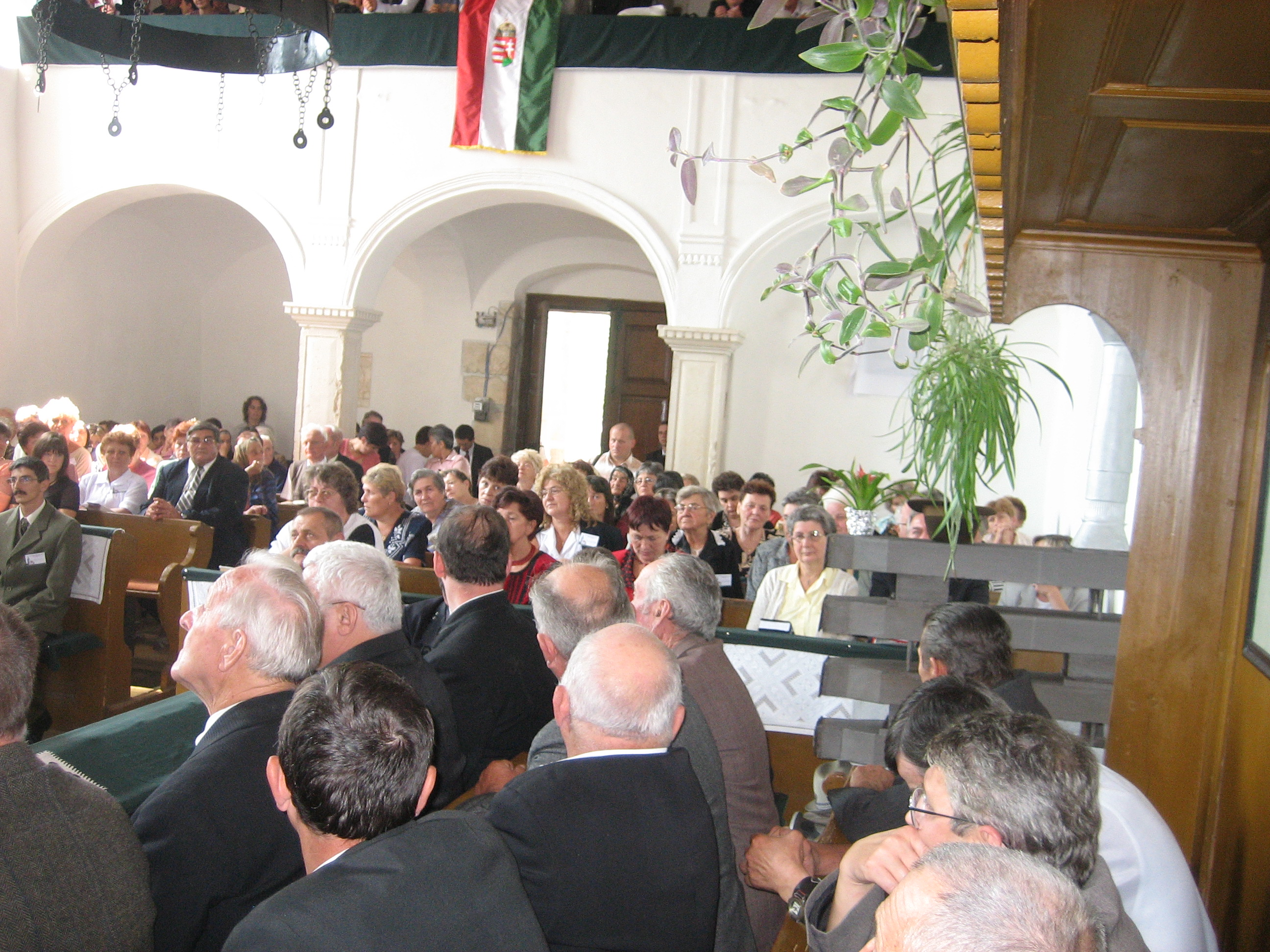
Slujbă

| Anul | Numele preotului          | Confesiune     | Comentariu                             |
| ---- | ------------------------- | -------------- | -------------------------------------- |
| 1290 | Stephas sacerdos          | romano-catolic | Surse: inscripție deasupra sacristiei  |
| 1332 | Joannes                   | romano-catolic | Surse: Balázs Orbán                    |
| 1572 | Csanádi Imre              | unitarian      |                                        |
| 1580 | II. Bogháti F. Miklós     | unitarian      | Orbán Balázs                           |
| 1592 | (?)                       |                | Surse: Balázs Orbán                    |
| 1620 | Albisi Márton             | reformat       | A fost educatorul lui János Kemény     |
| 1629 | Szeredahelyi István       | reformat       |                                        |
| 1642 | Csulai György             | reformat       |                                        |
| 1658 | Imre                      | reformat       |                                        |
| 1661 | Csengeri K. István        | reformat       |                                        |
| 1667 | Szathmári Baka Péter      | reformat       | A fost preotul de curte lui Lónay Anna |
| 1671 | Pápai György              | reformat       |                                        |
| 1684 | Dobrai István             | reformat       |                                        |
| 1694 | Szacsavai Pál             | reformat       |                                        |
| 1699 | Léczfalvi Bálint          | reformat       |                                        |
| 1708 | Barócz Mihály             | reformat       |                                        |
| 1736 | Bánffyhunyadi Abacs János | reformat       |                                        |
| 1790 | Horváth Sámuel            | reformat       |                                        |
| 1807 | Incze Simeon              | reformat       |                                        |
| 1809 | Marussi Mihály            | reformat       | A fost notar general                   |
| 1830 | Horváth Miklós            | reformat       | A fost notarul diecezei                |
| 1846 | Hegedűs Lajos             | reformat       | A fost prototop                        |
| 1894 | Veress Károly             | reformat       |                                        |
| 1940 | Id. Gudor Lajos           | reformat       |                                        |
|      | Gudor Péter               | reformat       | fiul lui Id. Gudor Lajos               |